# Bror-Erik Ohlsson
Bror-Erik Ohlsson, född 12 augusti 1937, död 22 september 2020 i Eskilstuna, var en svensk arkivarie.
Ohlsson var filosofie kandidat och sedan 2005 hedersdoktor vid Samhällsvetenskapliga fakulteten vid Uppsala universitet och var stadsarkivarie i Eskilstuna. Han mottog Yngve Larssons pris för stads- och kommunhistoriska insatser 1994.